# American Advertising Federation Hall of Fame
 (janvier 2015).
Si vous disposez d'ouvrages ou d'articles de référence ou si vous connaissez des sites web de qualité traitant du thème abordé ici, merci de compléter l'article en donnant les références utiles à sa vérifiabilité et en les liant à la section « Notes et références ».
Le American Advertising Hall of Fame est une liste de leaders notables du domaine de la publicité sélectionnés par la American Advertising Federation.
Elle a été conçue en 1948 à la suite d'une proposition du New York Ad Club et son président, Andrew Haire, à la Advertising Federation of America, l'organisation prédécesseur à la American Advertising Federation.
La liste honore les dirigeants de la publicité, principalement aux États-Unis, pour leurs contributions significatives à l'industrie de la publicité et à leur engagement personnel pour la société.

## Personnes honorées

### A
- David Abbott (en)
- James Randolph Adams (1898-1956)
- Hall "Cap" Adams Jr.
- John B. Adams, Jr.
- Thomas B. Adams
- Carl J. Ally (en) (1924-1999)
- Andrea Alstrup
- Roone Arledge (1931-2002)
- Edwin L. Artzt
- Jack Avrett (1929-1997)
- F. Wayland Ayer (en) (1848-1923)
- Merlin Hall Aylesworth (d) (1886-1952)
- Rollin C. Ayres

### B
- William M. Backer
- Bruce Barton (en) (1888-1966)
- Ted Bates (en) (1901-1972)
- Charlotte Beers
- Don Belding (1897-1969)
- David A. Bell
- Howard H. Bell (en)
- William Bernbach (1911-1982)
- Sidney R. Bernstein (1922-1993)
- Allen Loren Billingsley (1890-1954)
- Marcel Bleustein-Blanchet (1906-1996)
- Sam R. Bloom (1904-1983)
- Neil H. Borden (en) (1895-1980)
- John S. Bowen (en)
- Rick Boyko
- Reginald K. Brack
- Lee Hastings Bristol (1892-1962)
- Thomas D'Arcy Brophy (1893-1967)
- Charles H. Brower (en) (1901-1984)
- Homer J. Buckley (1876-1960)
- James E. Burke (en) 1925-2012
- Leo Burnett (en) (1891-1971)
- Thomas J. Burrell (en)(né en 1939)
- Ralph Starr Butler (1882-1971)

### C
- Eduardo Caballero
- Earnest Elmo Calkins (en) (1868-1964)
- John Caples (1900-1990)
- Ralph Carson (1914-1983)
- Jay Chiat (en) (1931-2002)
- Richard C. Christian
- Stanley Clague (1872-1927)
- Lee Clow (né en 1943)
- The Coca-Cola Company, société introduite au Hall of Fame en 2012.
- Charles T. Coiner (en) (1898-1989)
- Fairfax M. Cone (en) (1903-1977)
- Peggy Conlon
- Jack Connors, Jr.
- Gertrude Crain (en) (1911-1996)
- Gustavus D. Crain Jr. (1885-1973)
- Rance Crain, fils des précédents
- John H. Crichton (1919-1977)
- Vincent T. Cullers (en) (1924-2003)
- Barton A. Cummings (1914-1994)
- John P. Cunningham (1898-1985)
- Cyrus H. K. Curtis (1850-1933)
- Laurel Cutler (en) (1926-2021)

### D
- William Cheever D'Arcy (1873-1948)
- Roquel Billy Davis (en) (1932-2004)
- Donald Walter Davis (1896-1959, il s'agit du père de Donald Walter Davis Jr. (en))
- Tom Dillon (1915-1986)
- Samuel Candler Dobbs (en) (1868-1950)
- Philip H. Dougherty (en) (1923-1988)
- O. Burtch Drake
- Jean-Marie Dru (né en 1947)
- Bernard C. Duffy (1902-1972)
- Phil Dusenberry (en)

### E
- Roy Eaton (en) (né en 1930)
- Clarence Eldridge (en) (1888-1981)
- Karl Eller (en) (1928-2019)
- John "Jock" Elliott Jr. (1921-2005)
- Victor Elting Jr. (1905-1980)
- Roger Enrico (1944-2016)
- Alfred W. Erickson (1876-1936)
- Henry Theodore Ewald (1885-1953)

### F
- Pat Fallon (en)
- Robert M. Feemster (1911-1963)
- James S. Fish (1915-1998)
- Bernice Fitz-Gibbon (en) (1894-1982)
- Bernard T. Flanagan
- Paul Foley (en) (1914-1983)
- Michael J. Fox (né en 1961)
- Jo Foxworth (en) (1918-2006)
- Benjamin Franklin (1706-1790)
- Chuck Fruit (1946-2008)
- Kerwin Holmes Fulton (1885-1955)

### G
- Samuel Chester Gale (1895-1961)
- George Gallup, Ph.D. (1901-1984)
- Procter & Gamble, société introduite au Hall of Fame en 2010.
- Philip H. Geier Jr. (en)
- Peter A. Georgescu (en)
- Bob Giraldi (né en 1939)
- Robert V. Goldstein (1937-1987)
- Bruce Gordon (en) (né en 1946)
- O. Milton Gossett (en)
- Katharine Graham (1917-2001)
- Earl G. Graves Sr. (en) (1935-2020)
- Russell T. Gray (1892-1937)
- Bob Greenberg (en)

### H
- Joyce C. Hall (en) (1891-1982)
- Orlando Clinton Harn (1871-1955)
- Marion Harper Jr. (1916-1989)
- Sir John Hegarty (en) (né en 1944)
- Ira C. "Ike" Herbert (1927-1995)
- Morris L. Hite (1910-1983)
- Atherton W. Hobler (1890-1974)
- Gilbert Tennant Hodges (1872-1959)
- Clarence Holte (1909-1993)
- Claude Clarence Hopkins (1866-1932)
- George Burton Hotchkiss (d) (1884-1953)
- Herbert Sherman Houston (en) (1886-1955)
- Mike Hughes (1948-2013)
- Catherine L. Hughes (en) (née en 1947)

### J
- Harry M. Jacobs
- Bob James (Robert L. James)
- William H. Johns (1868-1944)
- Robert L. Johnson (né en 1946)
- John H. Johnson (1918-2005)
- Lewis Bunnell Jones (1866-1934)

### K
- Linda Kaplan Thaler (en) (née en 1951)
- Herb Kelleher (1931-2019)
- Leo-Arthur Kelmenson (1927-2011)
- John E. Kennedy (en) (1864-1928)
- David Kennedy (en) (1939-2021)
- Donald R. Keough (en)
- Philip H. Knight
- Edgar Kobak (d) (1895-1962)
- Ray A. Kroc (1902-1984)
- Alex Kroll (en) (né en 1937)
- Eugene H. Kummel

### L
- A.G. Lafley (né en 1947)
- William Lamar, Jr.
- William LaMothe (the Kellogg Company)
- Lawrence W. Lane (1890-1967)
- Roy Larsen (en) (1899-1979)
- Albert D. Lasker (1880-1952)
- Geraldine B. Laybourne (en) (née en 1947)
- Shelly Lazarus (en) (née en 1947)
- Spike Lee (né en 1957)
- E. St. Elmo Lewis (en) (1872-1948)
- Byron E. Lewis Sr.
- Edward Lewis
- Barney Link (1861-1917)
- Don Logan (en) (né en 1944)
- George Lois[2] (né en 1931)
- Henry R. Luce (1898-1967)

### M
- Donald A. Macdonald (1919-2003, Dow Jones and Company)
- Theodore Francis MacManus (en) (1872-1940)
- Burt Manning (J. Walter Thompson Company)
- Stanley Marcus (en) (1905-2002)
- William Marsteller (1914-1987)
- Patricia Martin (en)
- Mac Martin (1880-1958)
- Leonard S. Matthews
- Harrison King McCann (en) (1880-1962)
- McDonald's, société introduite au Hall of Fame en 2013.
- Neil Hosler McElroy (1904-1972)
- James H. McGraw (en) (1860-1948)
- Charles W. Mears (1874-1942)
- Samuel W. Meek (1895-1981)
- Edwin T. Meredith (1876-1928)
- Carla R. Michelotti
- Frank L. Mingo (1939-1989)
- Raymond O. Mithun (en) (1909-1998)
- Howard J. Morgens (1910-2000)
- Arthur Harrison Motley (1900-1984)
- General Motors, société introduite au Hall of Fame en 2011.
- Thomas S. Murphy (né en 1925)

### N
- Jesse H. Neal (1874-1958)
- Al Neuharth (en) (1924-2013)
- Jane Newman
- Edward N. Ney (en) (1925-2014)
- Carl W. Nichols Jr.
- Arthur C. Nielsen Sr. (1897-1980)

### O
- James O'Shaughnessy (1863-1950)
- John E. O'Toole (1929-1995)
- David Ogilvy (1911-1999)
- Alex F. Osborn (1888-1966)

### P
- William S. Paley (1901-1990)
- Aldo Papone
- Charles Coolidge Parlin (en) (1872-1942)
- Graham Creighton Patterson (1881-1969)
- J. Earle Pearson (1886-1950)
- Charles D. Peebler Jr. (en) (1936-2009)
- John E. Pepper Jr. (né en 1938)
- Raymond J. Petersen (1919-2007)
- Bob Pittman (en) (né en 1953)
- Shirley Polykoff (en) (1908-1998)
- Charles Porter (en) (né en 1945)
- Alan Maxwell Pottasch (en) (1927-2007)
- John Emory Powers (en) (1837-1919)
- Frank Presbrey (en) (1855-1936)
- Harley T. Procter (1847-1920)
- Erma Perham Proetz (en) (1891-1944)
- Joe Pytka (né en 1938)

### R
- Rosser Reeves (en) (1910-1984)
- Keith Reinhard
- Theodore S. Repplier (1899-1971)
- Helen Lansdowne Resor (en) (1886-1964)
- Stanley Resor (en) (1879-1962)
- Jean Wade Rindlaub (en) (1904-1991)
- Hal Riney (en) (1932-2008)
- Michael J. Roarty (en) (1929-2013)
- Johnathan A. Rodgers (en)
- John Irving Romer (1869-1933)
- Allen Rosenshine (en) (né en 1939)
- George Presbury Rowell (en) (1838-1908)
- Raymond Rubicam (1892-1978)
- Gerry Rubin

### S
- Charles H. Sandage (d) (1903-1998)
- David Sarnoff (1891-1971)
- Bob Scarpelli
- Paul D. Schrage
- Walter Dill Scott, Ph.D. (1869-1955)
- Alfred J. Seaman
- Joe Sedelmaier (en) (né en 1933)
- William Sharp (1929-2013)
- Merle Sidener (1874-1948)
- John Smale
- Jack Smith
- Wally Snyder
- Roy Spence (en) (né en 1948)
- Frank Stanton (1908-2006)
- Vance L. Stickell (1925-1987)
- Walter Ansel Strong (en) (1883-1931)
- Arthur Ochs Sulzberger (1926-2012)

### T
- Liener Temerlin
- The Walt Disney Company, société introduite au Hall of Fame en 2014.
- Dave Thomas (1932-2002)
- J. Walter Thompson (1847-1928)
- Philip Livingston Thomson (1879-1969)
- Charles H. Townsend (Condé Nast)
- Ted Turner (né en 1938)

### U
- Stuart Barnard Upson Sr. (Saatchi & Saatchi)

### W
- John Wanamaker (1838-1922)
- Artemas Ward (en) (1848-1925)
- Bob Wehling
- Mary Wells Lawrence (née en 1928)
- Paul Brown West (1892-1960)
- Dan Wieden (en) (né en 1945)
- Owen Burtch Winters (1891-1940)
- Janet L. Wolff (en)
- Robert W. Woodruff (en) (1889-1985)
- Bob Wright (en) (né en 1943)
- Lester Wunderman (en) (1920-2019)

### Y
- James Webb Young (en) (1886-1973)

### Z
- Tere A. Zubizarreta (en) (1937-2007)